# Kurt Luif
Kurt Luif (* 14. Mai 1942 in Wien; † 21. April 2012 ebenda) war ein österreichischer Autor. Unter dem Pseudonym Neal Davenport war er mit 45 Romanen der Hauptautor der Gruselserie Dämonenkiller. Er schrieb auch unter dem Pseudonym James R. Burcette für die Vampir Horror-Roman- und die Fledermaus Kriminal-Roman-Serie. Weitere Pseudonyme sind: Jörg Spielmans und Claus Hartmann sowie das Verlagspseudonym Frank deLorca.

## Leben
Seine literarische Laufbahn begann 1963 mit der Gründung der Agentur Panorama gemeinsam mit Helmuth W. Mommers und Ernst Vlcek, die er ab 1966 allein führte. Der bedeutendste Erfolg der Agentur war die Vermittlung der Lizenz an der Science-Fiction-Serie Perry Rhodan nach Japan.
1966 gab er in der Heyne-Anthologien-Reihe eine Western-Anthologie mit dem Titel 18 Western-Stories heraus. Sein erster Roman erschien 1967 unter dem Pseudonym Claus Hartmann als Utopia-Heft Nr. 537 unter dem Titel Menschheit in Ketten im Pabel-Verlag. 1971 kamen unter dem Pseudonym Jörg Spielmans zwei Romane (Nr. 113 + 124) in der Zauberkreis-SF-Reihe, vier Kommissar-Wilton-Krimis (Nr. 864, 872, 879, 882) und drei Heyne-Taschenbuch-Anthologien (Nr. 832, 922 und 985) mit Grusel-Thematik heraus.
1972 fing er gleichzeitig beim Vampir Horror-Roman und der Fledermaus-Reihe als James R. Burcette an. Acht Fledermaus-Krimis erschienen von Kurt Luif. Seine Mitarbeit endete mit dem Start der eigenständigen Dämonenkiller-Serie im Jahr 1974.
Nach Einstellung der Dämonenkiller-Serie 1977 wegen vier indizierter Nummern (7, 104, 115, 121) schrieb er 1978 an der Nachfolgeserie Hexenhammer mit, die als Subserie der Vampir Horror-Roman-Reihe erschien. Insgesamt verfasste Luif von 1973 bis 1978 unter zwei Pseudonymen 23 Romane für diese Reihe.
Für die Dämonenkiller-Taschenbuch-Reihe schrieb Luif insgesamt sieben Ausgaben (Nr. 3, 31, 43, 53, 56–58). Fünf (31, 53, 56–58) davon behandeln die Jugenderlebnisse der Hexe Coco Zamis, der Lebensgefährtin von Dorian Hunter, dem Helden der Dämonenkiller-Serie.
Bei der Mythor-Serie gab er ein kurzes Gastspiel mit den Romanen 28 und 35. 1983 schrieb er anonym die vier Magier-Romane Nr. 18, 23, 24 und 30.
Für die Dämonenkiller-Zweitauflage schrieb er 1983 den Einschubband Nr. 34 „Der Schwarze Hengst“, der für die indizierte Nr. 7 „Amoklauf“, die in der Zweitauflage ausgelassen worden war, erschien. Nach einer Konzeptänderung (kein Exposé mehr) schrieb er noch die Dämonenkiller-Romane 133, 134, 138, 142, 150, 160, 164 und 168. Bei der Kommissar-X-Serie war er zwischen 1984 und 1990 mit vier Romanen vertreten: Nr. 1342 als Neal Davenport, 1446 als James R. Burcette, 1644 und 1661 als Neal Davenport.
Neben den Heftromanen schrieb er unter diversen Pseudonymen Kurzgeschichten für Illustrierte. Unter mehr als 30 Pseudonymen hat er ca. 150 Romane und 200 Kurzgeschichten veröffentlicht. Er schrieb Science-Fiction, Horror, Krimis und Liebesgeschichten. Hauptsächlich verkaufte er die Geschichten (über verschiedene Agenturen) an Quick, Neue Revue, Bella, Frau im Spiegel, Das Neue Blatt etc. Zwei seiner Kurzgeschichten verkaufte er auch an die Zeitschrift Penthouse.
Kurt Luif verstarb nach langer, schwerer Krankheit an Herzschwäche.

## Werke
Fledermaus Kriminal-Roman
Rastatt, Pabel
als James R. Burcette:
- 719 Die Nacht der Teuflischen, 1973
- 723 Ein Millionär im Fadenkreuz, 1973
- 729 Um drei sind sie ein toter Mann, 1973
- 738 Dreimal umsonst zur Hölle, 1973
- 747 Herzliches Beileid zum Geburtstag, 1973
- 771 Sie sind perfekt gestorben, Mr. Fisher, 1974
- 790 So echt starb Mr. James noch nie, 1974
- 798 Goldfische für Mexiko, 1974

Vampir Horror-Roman
Rastatt, Pabel
als James R. Burcette:
- 011 Die Nacht der Affen, 1973
- 013 Frankensteins Geburt, 1973
- 021 Frankensteins Ende, 1973
- 038 Der Geistervogel, 1973
- 048 Der rote Affe, 1973
- 078 Das Dorf der Wolfsmenschen, 1974
- 138 Die Mörderpranke, 1975
- 166 Die sanften Bestien, 1976
- 199 Die blutige Treppe, 1976
- 270 Der Herr der Untoten, 1978

als Neal Davenport:
- 017 Frankensteins Verwandlung, 1973
- 019 Wölfe in der Stadt, 1973
- 027 Das Henkersschwert, 1973
- 035 Das Wachsfigurenkabinett, 1973
- 047 Amoklauf, 1973
- 055 Labyrinth des Todes, 1974
- 067 Das Mädchen in der Pestgrube, 1974
- 071 Die weiße Wölfin, 1974
- 075 Der Kopfjäger, 1974
- 087 Das Dämonenauge, 1974
- 269 Die Gruft der Verfluchten, 1978
- 277 Der Flug des Ikarus, 1978

Dämonenkiller Taschenbuch
Rastatt, Pabel
als Neal Davenport:
- 03 Die Teufelsanbeter, 1975
- 31 Coco und der Magier, 1977
- 43 Der Fluch der Hexe, 1978
- 53 Coco und der Maya-Gott, 1979
- 56 Coco und die Druiden, 1979
- 57 Coco und der Dämon von Venedig, 1979
- 58 Cocos unheimliche Verwandlung, 1979

Vampir-Horror
Rastatt, Zaubermond
als Neal Davenport:
- 05 Der Herr der Untoten (Sammlung), 2007
- 09 Die blutige Treppe (Sammlung), 2009

Mythor
Rastatt, Pabel-Moewig
als Neal Davenport:
- 28 Der Kleine Nadomir, 2015
- 35 Das Tor des Südens, 2015

Weitere
- Menschheit in Ketten (als Claus Hartmann), Rastatt: Pabel (Utopia 537), 1967
- Das Spürauge (als Jörg Spielmans), Rastatt: Zauberkreis (ZSF 113), 1971
- Eine Braut fürs Jenseits (Hrsg.), München: Heyne, 1971
- Planet der falschen Hoffnungen (als Jörg Spielmans), Rastatt: Zauberkreis (ZSF 124), 1972
- Wölfe der Finsternis (Hrsg.), München: Heyne, 1973
- Das Dämonenhaus (als Frank deLorca), 1974, Bastei (GK 46)
- Phantom der Freiheit (Hrsg.), Rastatt: Pabel (Terra TB 255), 1975
- Grüsse aus der Totengruft (Hrsg.), Rastatt: Pabel (Vmpir TB 18), 1975
- Gestüt Wasserburg, Wien : Prachner, 1984